# 朱旭櫏
韓昭王朱旭櫏（1484年—1534年），明朝第八代韓王，康王朱偕灊的庶第一子（《明史》误作嫡第一子）。他在弘治十三年（1500年）受封渭源王，弘治十七年（1504年）晉封韓王。王妃温氏为兵马指挥温应奎之女，于弘治十七年（1504年）十二月被册封为韩王妃。
他的個性忠敬仁孝，擅長於寫詩，在藩國施行仁政。韓王府宗族居住的平涼府土地貧瘠且俸祿微薄，朱旭櫏的八弟建寧恭安王朱旭㮁，因為將封王時所受的金冊典當給另一位宗室朱偕泆，事情被朝廷知曉後，朱旭㮁被廢為庶人，嘉靖十二年（1533年）薨。
他在位三十年，在嘉靖十三年（1534年）去世，兩年後的嘉靖十五年（1536年）其嫡次子朱融燧嗣位。

## 家庭
- 次妃陳氏（1479年10月19日—1560年10月17日），生子長洲定恭王朱融焌，趙時春為其撰墓誌銘[1]。